# Varanus macraei
El varano azul o varano de MacRae (Varanus macraei) es una especie de escamoso de la familia Varanidae.

## Distribución geográfica
Es endémica de la isla de Batanta, en las islas Raja Ampat (Indonesia).

## Hábitat
Habita en bosques tropicales que promedian 83–100 °F (28-38 °C). En la estación seca, la humedad ronda el 65%, pero aumenta al 100% en la estación húmeda.